# Keine Zeit für Nüsse
Keine Zeit für Nüsse (Originaltitel: No Time for Nuts) ist ein US-amerikanischer, computeranimierter Kurzfilm aus dem Jahr 2006. Er wurde erstmals auf der DVD zum Kinofilm Ice Age 2: Jetzt taut’s veröffentlicht und stellt einen Ableger zu diesem dar. Keine Zeit für Nüsse ist gleichzeitig eine Fortsetzung des Films Scrats neue Abenteuer aus dem Jahr 2002. Unter dem Titel Ice Age: No Time For Nuts 4D existiert eine 4D-Version des Films, die seit 2016 im Movie Park Germany und im Sea Life Melbourne aufgeführt wird.

## Handlung
Scrat ist ein Rattenhörnchen und lebt in der Eiszeit. Als er nach einem geeigneten Ort sucht, um seine Eichel zu vergraben, findet er im Eis eine Zeitmaschine, die durch einen Wissenschaftler aus der Zukunft, dessen Skelett im Eis vergraben ist, in die Vergangenheit gelangt ist.
Als Scrat die Zeitmaschine berührt, schickt sie seine Nuss in eine andere Zeit. Er gerät in Panik und berührt die Zeitmaschine ein weiteres Mal, wodurch sie auch ihn in die andere Zeit bringt. Jedes Mal, wenn in einer Zeit eine Gefahr auf ihn lauert oder wenn ihm die Zeit nicht gefällt, versetzt er der Zeitmaschine einen Tritt und er landet in einer anderen fremden Zeit.
Schließlich findet Scrat sich unter einem Baum voller Eicheln wieder. Versehentlich berührt er die Zeitmaschine. Weil er allerdings in der Zeit mit den vielen Eicheln bleiben will, zerstört er die Zeitmaschine. Scrat merkt, dass die Eiche nicht echt ist, sondern dass sie nur einer Eiche nachempfunden ist und er sich in einer hochentwickelten Zukunft befindet, in der weit und breit kein Baum zu sehen ist. Als er wenigstens seine mitgebrachte Eichel nehmen will, wendet die Zeitmaschine ihre letzte Kraft auf und schickt die Eichel in eine andere Zeit, während Scrat in der hochentwickelten Zukunft gefangen bleibt.

## Entstehung
Der sechsminütige Film entstand in den Blue Sky Studios. Der Regisseur Chris Renaud begann mit dem Projekt im September 2005. Etwa einen Monat später stieß Mike Thurmeier als zweiter Regisseur dazu. Die beiden arbeiteten bis Dezember desselben Jahres an der Geschichte und dem Storyboard zum Film. Im Januar 2006 begann die Arbeit an der Animation, die im Juni des gleichen Jahres schließlich abgeschlossen war. Als Animatoren an dem Film arbeiteten Aaron J. Hartline, Leif Jeffers, Robin Luera, Wesley Mandell und David Torres.

## 4D-Version
Der Film existiert außerdem als 4D-Film unter dem Titel Ice Age: No Time For Nuts und wird seit 2016 im Movie Park Germany in Bottrop in einem extra für den Film umgestalteten Kinosaal gezeigt. Die Vorführung erfolgt im 3D-Verfahren mit spezieller 3D-Brille. Zusätzlich werden einige Effekte, wie Windstöße, Wasserspritze und bewegliche Stühle eingesetzt. Der Film läuft in seiner englischsprachigen Originalversion. Die Effekte und das Konzept stammen von SimEx-Iwerks. Neben dem Movie Park Germany wird der Film auch im Sea Life Melbourne aufgeführt.

## Auszeichnungen
Bei der Oscarverleihung 2007 war der Film als „bester animierter Kurzfilm“ nominiert, musste sich aber dem Film The Danish Poet von Torill Kove geschlagen geben. Scrats neue Abenteuer war ebenfalls bereits für den Oscar nominiert gewesen. Den Annie Award gewann der Film in derselben Kategorie.